# Cher Olivier
Pour les articles homonymes, voir Olivier (homonymie).
Cher Olivier est une mini-série biographique québécoise en quatre épisodes de 45 minutes réalisée par André Melançon, et diffusée du 20 février au 13 mars 1997 sur le réseau TVA,.

## Synopsis
Cette mini-série raconte la vie d'Olivier Guimond qui fait partie des artistes qui ont su toucher les téléspectateurs et marquer l’histoire du petit écran.
Cette série-hommage raconte son enfance, ses amours, ses échecs, ses problèmes d'alcool, et le mépris de son père.

## Fiche technique
- Scénariste et réalisation : André Melançon
- Musique : François Dompierre
- Siffleur du thème musical : Tanguay Desgagné
- Société de production : Avanti Ciné Vidéo

## Distribution
- Benoît Brière : Olivier Guimond
- Rémy Girard : Olivier Guimond, père
- Bernard Fortin : Denis Drouin
- Michèle Duquet : Effie Mack
- Sonia Vigneault : Manon Guimond
- Martine Francke : Jeanne-D'Arc Charlebois
- Sonia Vachon : Manda Parent
- Michel Comeau : Jean Grimaldi
- Janine Thériault : Evelyn Drummond
- Annie Dufresne : Alys Robi
- Jean-Guy Bouchard : Paul Desmarteaux
- Vincent Bilodeau : Marcel Gamache
- Denis Trudel : Gilles Latulippe
- Violette Chauveau : Amulette Garneau
- Normand Canac-Marquis : Jean Duceppe
- Danièle Lorain : Mme Bolduc
- Julie La Rochelle : Béatrice Picard
- Yvon Bilodeau : Jean Bissonnette
- Serge Christiaenssens : Michel Noël
- Marc-Antoine Bergeron : Luc Guimond, 6 ans
- Samuel Landry : Olivier Guimond, 5 ans
- Yves Bélanger : Régisseur
- Roger La Rue : Maître de cérémonie
- Marcel Sabourin : Aumônier de l'hôpital
- François Caffiaux : Maître de cérémonie
- Aline Pinsonneault : Laurette
- Jean-Robert Bourdage : Client bruyant
- Emmanuel Charest : Régisseur
- Elyzabeth Walling : Sonia
- Simone-Élise Girard : Effie

## Récompenses
Ce fut la série dramatique la plus populaire de 1997. Elle a obtenu neuf Prix Gémeaux en 1997 :
- Prix Gémeaux : Meilleure série dramatique 1997
- Prix Gémeaux : Prix du public Uniprix 1997
- Prix Gémeaux : Meilleure réalisation : série dramatique 1997 (André Melançon)
- Prix Gémeaux : Meilleur texte : série dramatique 1997 (André Melançon)
- Prix Gémeaux : Meilleur montage : toutes catégories dramatiques 1997 (André Corriveau)
- Prix Gémeaux : Meilleure musique originale pour l'ensemble ou d'une série : toutes catégories 1997 (François Dompierre)
- Prix Gémeaux : Meilleure interprétation premier rôle masculin : série ou émission dramatique 1997 (Benoît Brière)
- Prix Gémeaux : Meilleure interprétation masculine dans un rôle de soutien : toutes catégories 1997 (Bernard Fortin)
- Prix Gémeaux : Meilleure interprétation féminine dans un rôle de soutien : toutes catégories 1997 (Sonia Vachon)